# Diamonds Unlocked II
Diamonds Unlocked II es un álbum de versiones del guitarrista alemán de hard rock y heavy metal Axel Rudi Pell. Fue lanzado el 30 de julio de 2021 a través del sello Steamhammer/SPV. Este álbum es la continuación de su anterior trabajo de versiones, Diamonds Unlocked, lanzado en 2007. En esta entrega, Pell interpreta canciones de diversos artistas, adaptándolas a su estilo característico.

## Lista de canciones
Todas las canciones interpretadas por Axel Rudi Pell.
1. «Der Schwarze Abt (Intro)» – 2:03
2. «There's Only One Way to Rock» (Sammy Hagar) – 4:26
3. «Lady of the Lake» (Ritchie Blackmore, Joe Lynn Turner) – 5:17
4. «She's a Lady» (Paul Anka) – 4:04
5. «Black Cat Woman» (Geordie) – 4:25
6. «Room with a View» (Tony Carey) – 4:12
7. «Sarah (You Take My Breath Away)» (Chris Norman) – 4:51
8. «Rock 'n' Roll Queen» (The Subways) – 3:19
9. «Paint It Black» (Mick Jagger, Keith Richards) – 6:03
10. «I Put a Spell on You» (Screamin' Jay Hawkins) – 4:24
11. «Eagle» (Benny Andersson, Björn Ulvaeus) – 6:53

## Personal
- Axel Rudi Pell – Guitarras
- Johnny Gioeli – Voz
- Volker Krawczak – Bajo
- Ferdy Doernberg – Teclados
- Bobby Rondinelli – Batería[2]

## Producción
- Producción: Axel Rudi Pell
- Ingeniero de sonido y mezcla: Thomas Geiger
- Masterización: Ulf Horbelt
- Diseño de portada: Thomas Ewerhard[2]

## Recepción
El álbum recibió críticas positivas por parte de la prensa especializada. Metal.de destacó que Pell ofrece una selección de versiones interpretadas con respeto y entretenimiento. Por su parte, Made in Metal señaló que, aunque es un álbum de versiones, Pell logra imprimir su sello personal en cada interpretación.